# Феррейра, Жозе Марсело
Жозе Марсело Ферейра (порт.-браз. Jose Marcelo Fereira, более известный как Зе Мария; родился 25 июля 1973, Оэйрас, Бразилия) — бразильский футболист, правый защитник. Бронзовый призёр Олимпийских игр 1996 года в Атланте в составе сборной Бразилии. Всего провёл за главную сборную 25 матчей.

## Клубная карьера
Зе Мария начал свою профессиональную карьеру в бразильском клубе «Португеза Деспортос», в котором провёл четыре сезона, два из них в аренде в других клубах. В 1996 году он присоединился к «Фламенго», за который провёл полсезона и был куплен «Пармой». За «Парму» Зе Мария играл два года, после чего перебрался в «Перуджу». В новом клубе дела у Зе Марии сразу же не заладились, он долго не мог попасть в стартовый состав, несколько раз отдавался в аренду бразильским клубам, но в конечном итоге выиграл конкуренцию на правом фланге обороны, став одним из незаменимых игроков команды. Вместе с «Перуджей» Зе Мария играл в Кубке Интертото и Кубке УЕФА. В 2004 году «Перуджа» покинула Серию A, и Зе Мария захотел сменить клубную прописку. Летом 2004 года возрастного защитника подписал миланский «Интернационале», где за два сезона бразилец сыграл всего 29 матчей. В 2006 году Зе Мария присоединился к испанскому «Леванте», за который в то время также выступал Иан Харт, Сильвен Н’Диайе, Владимир Манчев и Лоран Робер. Однако карьера в Испании у Зе Марии не задалась, и через год он покинул команду. В 2008 году бразилец безуспешно пытался трудоустроиться в английские команды «Куинз Парк Рейнджерс» и «Шеффилд Юнайтед». В январе 2008 года он вернулся в родную «Португезу», за который играл полгода. В августе Зе Мария неожиданно принял предложение от любительского клуба «Читта ди Кастелло», где отыграл ещё сезон и в 2009 году повесил бутсы на гвоздь. Проживает в Италии.